# Jósvafő
Jósvafő – wieś i gmina w północno-wschodniej części Węgier, w pobliżu miasta Edelény.
Miejscowość leży na obszarze Średniogórza Północnowęgierskiego, w pobliżu granicy ze Słowacją. Administracyjnie gmina należy do powiatu Putnok, wchodzącego w skład komitatu Borsod-Abaúj-Zemplén i jest jedną z jego 46 gmin.
We wsi znajduje się siedziba dyrekcji Parku Narodowego Krasu Węgierskiego. Ponadto istnieje tutaj 
zabytkowy ufortyfikowany kościół, hotel, restauracja oraz wejście do Jaskini Baradla.

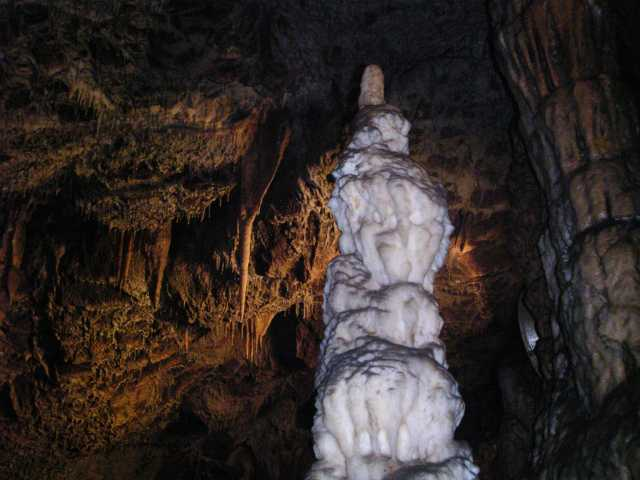
Stalagmit w Jaskini Baradla między Aggtelek i Jósvafő